# Actinote calimene
Actinote calimene är en fjärilsart som beskrevs av Hans Rebel 1901. Actinote calimene ingår i släktet Actinote och familjen praktfjärilar. Inga underarter finns listade i Catalogue of Life.